# Christopher Bazerque
Christopher Bazerque (sinh ngày 31 tháng 3 năm 1987) là một cầu thủ bóng đá người Mauritius hiện tại thi đấu cho Petite Rivière Noire SC ở Giải bóng đá ngoại hạng Mauritius và cho Đội tuyển bóng đá quốc gia Mauritius ở vị trí hậu vệ. Anh nằm trong đội tuyển quốc gia Mauritius trong Trò chơi điện tử Giải vô địch bóng đá thế giới 2010 chính thức.